# Шлезвиг-гольштейнский вопрос

Полуостров Ютландия: Гольштейн указан жёлтым цветом, Южный Шлезвиг — коричневым, Северный Шлезвиг — красным, а другие датские части Ютландии — темно-красным

Шлезвиг-гольштейнский вопрос (нем. Schleswig-Holsteinische Frage, дат. Spørgsmålet om Sønderjylland og Holsten) — совокупность сложных дипломатических и других вопросов, возникших в XIX веке в отношениях двух герцогств, Шлезвига (нем. Schleswig, дат. Sønderjylland/Slesvig) и Гольштейна (нем. Holstein, дат. Holsten), между датской короной и Германским союзом. 
Утверждается, что британский государственный деятель лорд Пальмерстон сказал: «Только три человека когда-либо действительно понимали дело Шлезвиг-Гольштейна — принц-консорт, который умер, немецкий профессор, который сошел с ума, — и я, который совсем забыл про него».
Шлезвиг вошел в состав Дании в эпоху викингов и стал датским герцогством в XII веке. Дания неоднократно пыталась реинтегрировать герцогство Шлезвиг в свой состав. Гольштейн, расположенный по другую сторону датской границы от Шлезвига, в средневековые времена был феодальным владением Священной Римской империи. С 1460 года этими двумя территориями совместно правил общий герцог, который являлся королем Дании. Договор в Рибе, заключенный датским королем с целью получить контроль над обоими государствами, казалось, указывал на то, что Шлезвиг и Гольштейн должны были оставаться единым целым, хотя позже это толкование было оспорено. Священная Римская империя была распущена в 1806 году, но Германский союз, образованный в 1815 году, также включал в свой состав Гольштейн. Стоит отметить, что население Гольштейна всегда состояло почти полностью из этнических немцев, как и большая часть населения Шлезвига к началу XIX века.
И Шлезвиг, и Гольштейн управлялись через институты, отделенные от остальной части государственной власти Датского королевства. 27 марта 1848 года Фредерик VII Датский объявил населению Шлезвига об промульгации либеральной конституции, согласно которой герцогство, сохраняя свою местную автономию, станет неотъемлемой частью Дании. Это привело к открытому восстанию подавляющего немецкого большинства Шлезвиг-Гольштейна в поддержку независимости от Дании и тесных связей с Германским союзом. Военное вмешательство Королевства Пруссия было направлено в поддержку восстания: прусская армия вытеснила датские войска из Шлезвига и Гольштейна, начав Первую Шлезвигскую войну (1848—1851), которая закончилась победой Дании в битве при Идштедте; по Лондонскому протоколу международное сообщество согласовало статус герцогств.

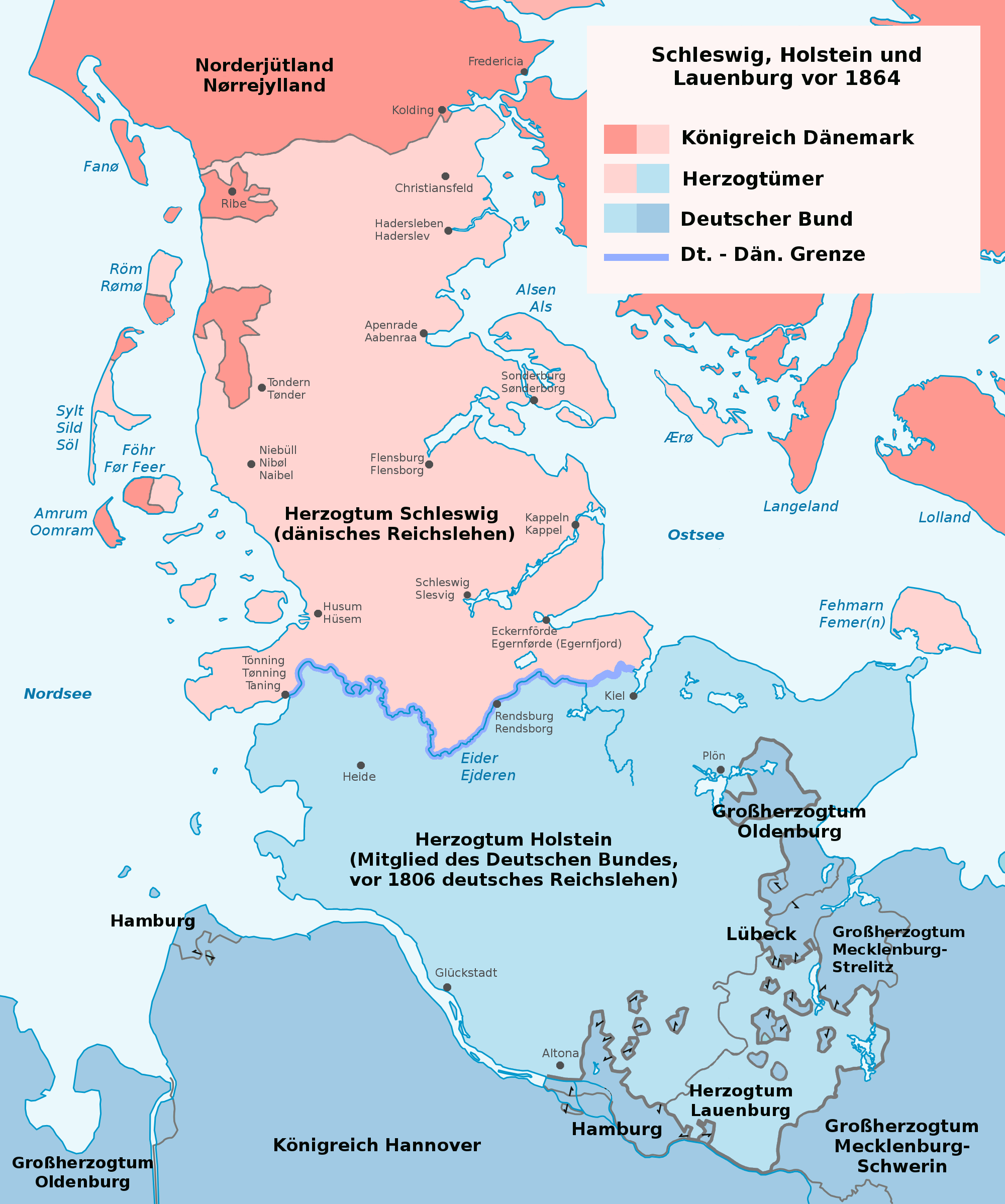
Шлезвиг и Гольштейн перед Второй Шлезвигской войной

Второй кризис возник из-за спора о правопреемстве. Герцогства Шлезвиг и Гольштейн были унаследованы по салической правде, которая игнорировала притязания на престол со стороны женщин. В Королевстве Дания существовал другой закон о наследовании, который разрешал наследникам мужского пола наследовать престол по женской линии. В соответствии с этими различными законами о наследовании бездетный король Дании Фредерик VII имел бы разных наследников для Дании и Шлезвиг-Гольштейна. Но когда он умер в 1863 году, его наследник Кристиан IX, ставший датским королем, заявил, что унаследовал и герцогства, и попытался реинтегрировать герцогство Шлезвиг в состав Дании, подписав так называемую ноябрьскую конституцию. Это было расценено как нарушение Лондонского протокола и привело ко Второй Шлезвигской войне 1864 года и, в конечном итоге, к присоединению герцогств к Германскому союзу.
После поражения Германии в Первой мировой войне территория Северного Шлезвига, где проживало большинство датчан, была окончательно объединена с Данией после двух плебисцитов, организованных союзными державами. Небольшое меньшинство этнических немцев по-прежнему живёт в Северном Шлезвиге, в то время как в Южном Шлезвиге существует датское меньшинство.

## Конституционная проблема
С 1849 года в Дании сосуществовали разрозненные системы правления. Собственно Дания стала конституционной монархией. Однако абсолютизм по-прежнему оставался в Шлезвиге и Гольштейне, с консультативными собраниями, основанными на системе сословий, которая давала больше власти наиболее состоятельным дворянам. Этими тремя единицами управлял один кабинет министров, состоящий из либеральных министров Дании, которые настаивали на экономических и социальных реформах, и консервативных министров из голштейнской знати, которые выступали против политических реформ. После восстания в Гольштейне и Шлезвиге монарх не был заинтересован в усилении прав этих двух регионов, которые ранее были мятежными. Сословие королевства, опасавшееся быть смещенным демократическими институтами, было легче скомпрометировать.
Это привело к тупику практического законотворчества, усугубляемому этнической напряженностью, и неизбежной полной неспособностью управлять государством. Более того, датские противники так называемого унитарного государства (дат. Helstaten) опасались, что присутствие гольштейнцев в датском правительстве и, в то же время, их членство в Германском союзе приведет к усилению германского вмешательства в дела Гольштейна или даже в внутренние дела Дании.
В Копенгагене монарх и большая часть администрации поддерживали строгое соблюдение статус-кво. То же самое применимо и к иностранным державам, таким как Великобритания, Франция и Россия, которые опасались ослабленной Данией в пользу германских государств, таких как Австрия или Пруссия, которые могли приобрести Гольштейн с важной военно-морской гаванью Киль, тем самым контролируя вход в Балтийское море.

## Язык и национальность

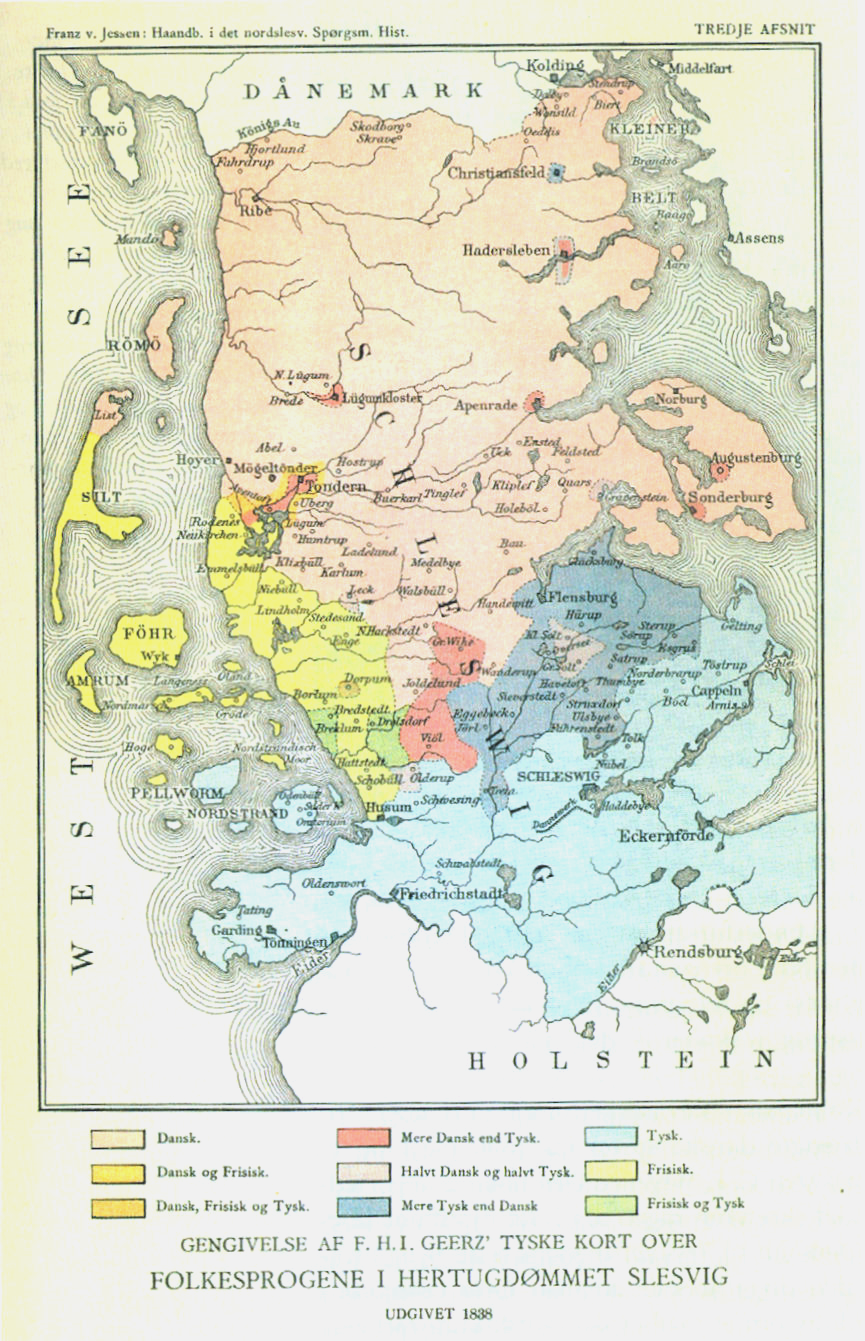
Языковая ассимиляция в Южном Шлезвиге в XIX веке

Существовал также национальный вопрос: как Германия, так и Дания хотели, что характерно для XIX века, объединять и консолидировать различные национальности на фоне фрагментированных культурных практик и диалектов.
Наконец, возник международный вопрос: было вовлечены соперничающие амбиции германских держав, а помимо них — интересы других европейских государств, в особенности Британской империи, которые были заинтересованы в предотвращении создания германской морской державы.
Немецкий язык был правительственным языком в Шлезвиге и Гольштейне, в то время как более или менее независимые герцоги правили и оставались таковыми, он был правительственным языком Дании в несколько эпох. После Реформации немецкий язык стал преобладающим в церкви и школах, а датский язык был доминирующим языком среди крестьянства Шлезвига.
Нижненемецкий язык был преобладающим языком всего Гольштейна. В течение столетий, последовавших за Средневековьем, нижненемецкий язык стал доминировать в Южном Шлезвиге, где изначально доминировал преимущественно датский. В Северном Шлезвиге по-прежнему преобладал датский язык. Около 1800 года на территории современного Центрального Шлезвига говорили примерно в равных пропорциях на немецком и датском языках.
Немецкий язык медленно распространялся за счет датского в предыдущие века: например, датский язык все ещё использовался на полуострове Швансен около 1780 года (последнее известное использование датского языка было в деревнях возле Шлея), но затем он исчез из повседневного общения.
Языковая граница в XIX веке примерно соответствовала нынешней границе между Данией и Германией (тогда как изначально она проходила южнее, в районе Айдера и Даневирке).
Было ясно, что датское господство в Шлезвиге уязвимо и ослабевает. Благодаря активной экономической деятельности территория этнических немцев на юге расширила свои владения. Постоянно прибывали иммигранты, родным для которых был нижненемецкий язык, и семьи, ранее говорящие по-датски, часто считали нужным сменять язык. Именно нижненемецкий язык, а не датский, стал типичным для Гольштейна и большей части Южного Шлезвига.

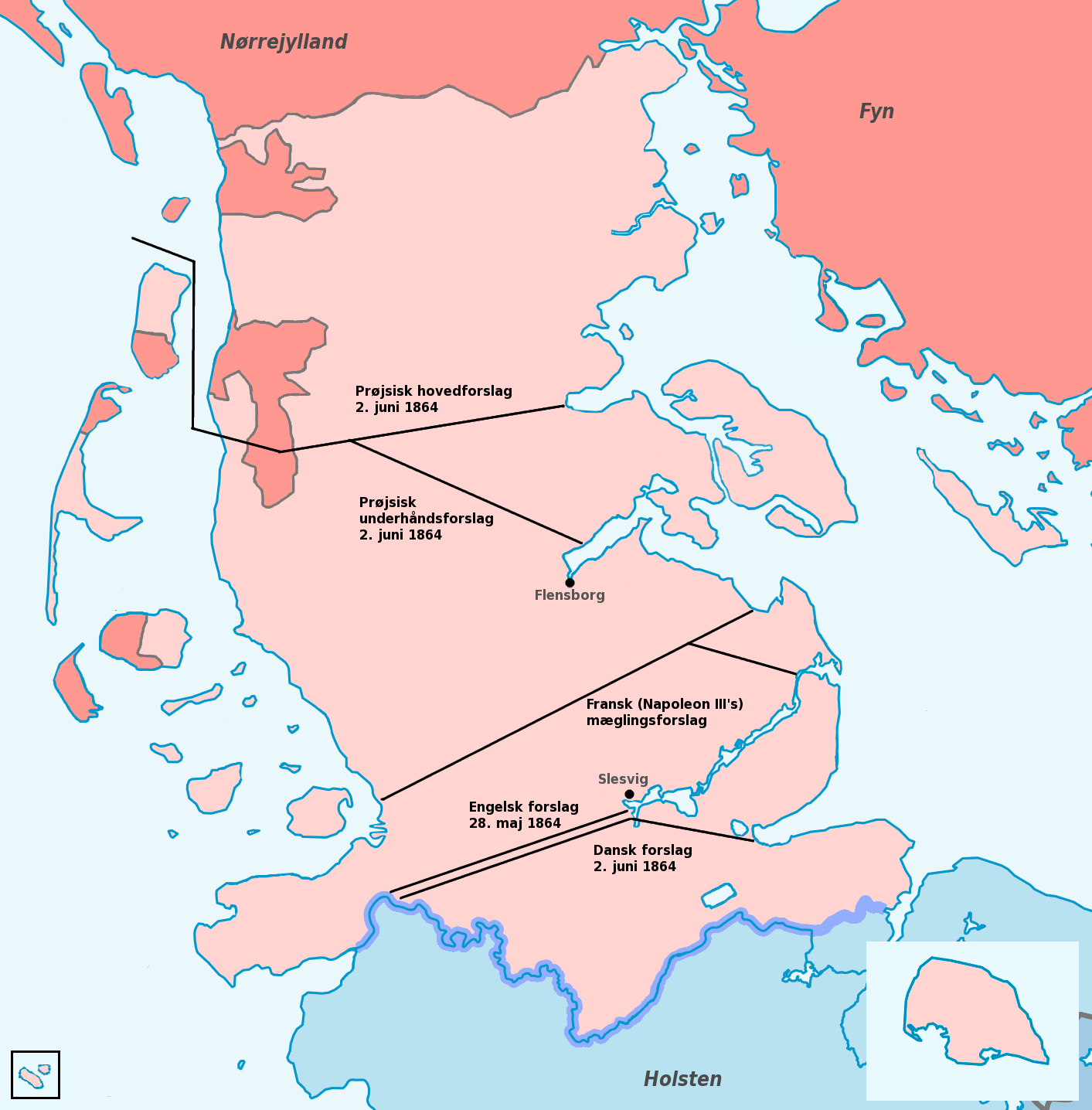
Планы раздела Шлезвига (1864)

Одним из решений, которое впоследствии было поддержано Наполеоном III, предполагало разделение Шлезвига по национальному признаку, передача датской части Дании, немецкой — Гольштейну. Эта идея, которая впоследствии нашла сторонников как среди датчан, так и среди немцев, в то время оказалась неосуществимой из-за несговорчивости большинства с обеих сторон. Это решение было впоследствии реализовано плебисцитами в 1920 году в качестве условия Версальского договора, и Северный Шлезвиг был включен в состав Дании.

## Договор в Рибе
Немцы Шлезвиг-Гольштейна часто цитировали пункт Договора в Рибе 1460 года, в котором говорилось, что Шлезвиг и Гольштейн должны «всегда быть вместе и никогда не разделяться». Хотя этот договор играл второстепенную роль в конфликте, его провозглашение «никогда не разделенным» приобрело особый статус во время пробуждения немецкого национализма, как среди тех, кто хотел независимости Шлезвиг-Гольштейна, так и в Германии, которая поддерживала объединительное движение в регионе.
В Дании этому договору придавалось меньшее значение, а его цитирование считалось вырванным из контекста, поскольку оно могло либо намекать на то, что герцогства не отделены друг от друга, либо на то, что они не были разделены на меньшие доли по наследству. Так или иначе, данная ситуация происходила много раз, оставив после себя запутанную структуру феодальных единиц. Датчане также приводили в пример указы датского канцелярского суда и германского императора от 1424 и 1421 годов соответственно, в которых говорилось, что Шлезвиг по праву принадлежит Дании, потому что является датским феодальным владением, а Гольштейн является феодальным владением Священной Римской империи, что намекало на желание обеих герцогств отделиться друг от друга.
Крупные европейские державы, обеспокоенные нарушением баланса сил и этническими конфликтами, по-видимому, не сочли нужным обращать свое внимание на договор в Рибе.

## Решение

Провинция Шлезвиг-Гольштейн (красным) в Королевстве Пруссия в составе Германской империи, 1866—1920

Вторая Шлезвигская война решила шлезвиг-гольштейнский вопрос насильственным путем, заставив короля Дании отказаться (1 августа 1864) от всех своих прав в герцогствах в пользу императора Франца Иосифа I Австрийского и короля Пруссии Вильгельма I. Статьей XIX Венского договора, подписанного 30 октября 1864 года, был установлен шестилетний период, в течение которого жители герцогств могли получить датское подданство.
Во время австро-прусской войны 1866 года Пруссия завоевала у Австрии Гольштейн, и два герцогства впоследствии объединились в провинцию Шлезвиг-Гольштейн. С этого момента шлезвиг-гольштейнский вопрос был включен в более крупную проблему австро-прусских отношений, на которую глубоко повлияла война 1866 года. Однако в отношениях между датчанами и немцами он сохранился, хотя сузился до вопроса о судьбе датского населения Шлезвига. Этот вопрос представляет большой интерес для студентов, изучающих международное право, поскольку он иллюстрирует практические проблемы, связанные с созданием современного принципа гражданства.
Сегодня Северный Шлезвиг или управление Южная Ютландия находится в составе Дании; остальные территории бывших герцогств входят в состав федеральной земли Германии Шлезвиг-Гольштейн.